# Louis Cyriac Striffler
Pour les articles homonymes, voir Striffler.
Louis Cyriac Striffler, né le 22 septembre 1772 à Mutzig (Bas-Rhin), mort le 5 juin 1834 à Strasbourg (Bas-Rhin), est un militaire français de la Révolution et de l’Empire.

## États de service
Il entre en service le 12 août 1792, en qualité de lieutenant dans le 5e bataillon de volontaires du Bas-Rhin, incorporé en l’an II dans la 171e demi-brigade de bataille, devenue 94e demi-brigade de ligne le 16 septembre 1796, et 94e régiment d’infanterie le 24 septembre 1803. Il fait les campagnes de 1792 à l’an IX, dans les différentes armées de la République, et il se trouve à l’attaque de Francfort le 2 décembre 1792. D’avril à juillet 1793, il prend une part active aux opérations du siège de Mayence, et sa brillante conduite pendant la durée du siège, lui vaut le grade de capitaine le 8 juin 1793. 
Parti pour la Vendée avec l’armée de Mayence, il y sert avec zèle et dévouement, et est élevé au grade de chef de bataillon le 3 novembre 1795. Du 21 novembre 1796 au 16 janvier 1797, il fait partie, à bord du vaisseau Trajan de l’expédition d’Irlande, commandé par le général en chef Hoche. Il se trouve à la bataille de Bornem les 4 et 5 novembre 1798. Passé en Hanovre vers la fin de l’an X, il est chargé de l’organisation de la légion hanovrienne, et il est promu colonel provisoire le 12 août 1803. 
Il obtient le grade de major au 75e régiment d’infanterie de ligne le 22 décembre 1803, et il est fait chevalier de la Légion d’honneur le 25 mars 1804. Il est confirmé dans son grade de colonel le 17 mai 1804, à la légion hanovrienne pour prendre rang à la date de sa nomination provisoire, et il fait avec ce corps, les campagnes de 1807 à 1810, en Espagne et au Portugal. Il reçoit la croix d’officier de la Légion d’honneur le 13 janvier 1809. Atteint d’infirmités graves occasionnées par les fatigues de la guerre, il obtient sa retraite le 13 décembre 1810.
Il meurt le 5 juin 1834, à Strasbourg.

## Sources
- A. Lievyns, Jean Maurice Verdot, Pierre Bégat, Fastes de la Légion-d'honneur, biographie de tous les décorés accompagnée de l'histoire législative et réglementaire de l'ordre, Tome 4, Bureau de l’administration, 1844, 640 p. (lire en ligne), p. 421.
- « Cote LH/2554/53 », base Léonore, ministère français de la Culture
- Danielle Quintin et Bernard Quintin, Dictionnaires des colonels de Napoléon, S.P.M., 2013, 978 p. (ISBN 978-2-296-53887-0, lire en ligne)